# Парламентські вибори у Греції 2007

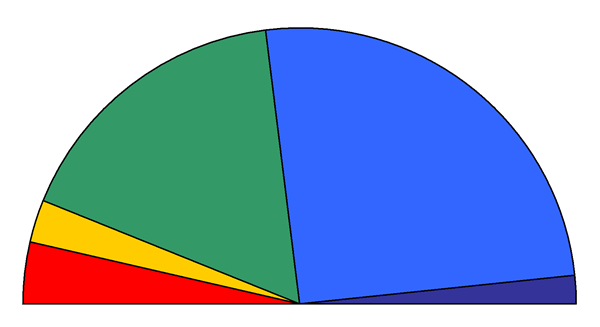
Розподіл місць у парламенті за результатами виборів

Парламентські вибори відбулися в Греції у неділю, 16 вересня 2007, виборці обирали 300 членів грецького парламенту.
Провідними партіями на виборах стали Нова демократія (лідер Костас Караманліс) з 41,83% та ПАСОК, лідер Георгіос Папандреу, з 38,10% голосів. Новій Демократії вдалося домогтися абсолютної, але незначної більшості, 152 з 300 місць в парламенті. 
Народний православний заклик вперше увійшов в парламент з 10 місцями, а ліві партії, Комуністична партія Греції (КРГ) і Копліція радикальних лівих (СИРІЗА), користуються значним збільшенням їхніх голосів. КПГ отримала 8,15% голосів (проти 5.89 на попередніх виборах) і забезпечених 22 місць у парламенті (з 12).
Зелені стали найбільшою позапарламентською партією.

## Результати
| Партія              | Партія                                                | Лідер                 | Голосів   | %      | +/–   | Крісла | +/– |
| ------------------- | ----------------------------------------------------- | --------------------- | --------- | ------ | ----- | ------ | --- |
|                     | Нова демократія                                       | Костас Караманліс     | 2,995,479 | 41.83  | –3.52 | 152    | –13 |
|                     | ПАСОК                                                 | Георгіос Папандреу    | 2,727,853 | 38.10  | –2.45 | 102    | –15 |
|                     | Комуністична партія                                   | Алека Папаріга        | 583,815   | 8.15   | +2.26 | 22     | +10 |
|                     | Ліво-радикальна коаліція                              | Алекос Алаванос       | 361,211   | 5.04   | +1.78 | 14     | +8  |
|                     | Народний православний заклик                          | Георгіос Каратзаферіс | 271,764   | 3.80   | +1.61 | 10     | +10 |
|                     | Зелені екологи                                        | Йоанна Контулі        | 75,529    | 1.05   | —     | 0      | —   |
|                     | Демократичне відродження                              | Стеліос Папатемеліс   | 57,189    | 0.80   | —     | 0      | —   |
|                     | Союз центристів                                       | Василіс Левентіс      | 20,822    | 0.29   | +0.03 | 0      | —   |
|                     | Комуністична партія Греції (марксисько-ленінська)     |                       | 17,561    | 0.24   | +0.09 | 0      | —   |
|                     | Радикальний лівий фронт                               |                       | 11,859    | 0.17   | +0.02 | 0      | —   |
|                     | Об'єднані анти-капіталістичні ліві                    |                       | 10,595    | 0.15   | +0.05 | 0      | —   |
|                     | Марксисько-Ленінська Комуністична партія              |                       | 8,088     | 0.11   | +0.05 | 0      | —   |
|                     | Ліберальний альянс                                    |                       | 7,516     | 0.11   | —     | 0      | —   |
|                     | Ліберальна партія                                     |                       | 3,092     | 0.04   | ±0    | 0      | —   |
|                     | Організація за перебудову Комуністичної партії Греції |                       | 2,494     | 0.03   | ±0    | 0      | —   |
|                     | Партія соціалістів-боротьбістів                       |                       | 2,099     | 0.03   | –0.01 | 0      | —   |
|                     | Грецькі екологи                                       |                       | 1,740     | 0.02   | —     | 0      | —   |
|                     | Світло — Правда — Справедливість                      |                       | 970       | 0.01   | —     | 0      | —   |
|                     | Незалежні                                             |                       | 574       | 0.00   | ±0    | 0      | —   |
|                     | Демократична Загальна Еллада                          | Stergios Krikelis     | 10        | 0.00   | —     | 0      | —   |
|                     | Регіональний міський розвиток                         |                       | 5         | 0.00   | —     | 0      | —   |
|                     | Партія нового спасіння Християнські демократи         |                       | 1         | 0.00   | —     | 0      | —   |
| Визнаних голосів    | Визнаних голосів                                      | Визнаних голосів      | 7,160,265 | 100.00 |       | 300    |     |
| Забраковано голосів | Забраковано голосів                                   | Забраковано голосів   | 148,421   | 2.02   |       |        |     |
| Пусті голосування   | Пусті голосування                                     | Пусті голосування     | 47,608    | 0.65   |       |        |     |
| Загалом голосів     | Загалом голосів                                       | Загалом голосів       | 7,356,294 |        |       |        |     |
| Електорат           | Електорат                                             | Електорат             | 9,921,893 |        |       |        |     |
| Обрано              | Обрано                                                | Обрано                | 74.14%    |        |       |        |     |

## Джерело
- [Архівовано 12 листопада 2010 у Wayback Machine.] Результати парламентських виборів 2007 — Грецька статистична служба(гр.)(англ.)